# Joël Mpah Dooh
Joël Mpah Dooh, né au Cameroun en 1956, est un artiste contemporain et sculpteur camerounais qui vit et travaille à Douala.

## Biographie

### Débuts et éducation
Après avoir étudié aux Beaux-arts d’Amiens, en France, Joël Mpah Dooh décide de vivre et travailler à Douala, au Cameroun, c'est un choix.

### Carrière

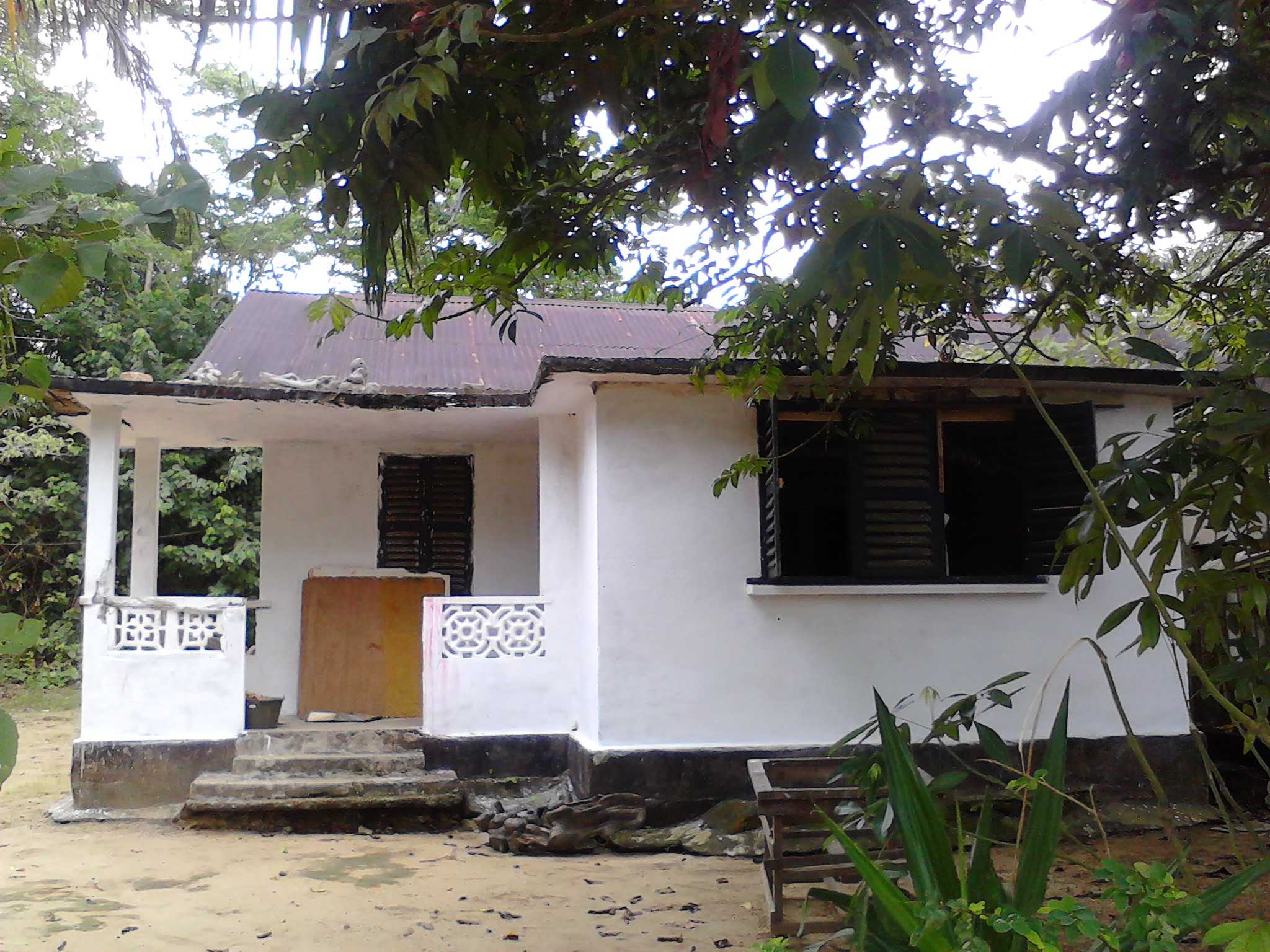
Atelier de l'artiste (2013).

Joël Mpah Dooh a participé à plusieurs expositions collectives et individuelles en Afrique et en Europe (Vienne en 1992), à Los Angeles en 1994, à la résidence internationale organisée par la Galerie Maï Ollivier (Paris) et la Galerie MAM (Douala) à Salo, en Centrafrique, au début de l'année 2000. Faisant des décors de théâtre et de télévision, il a réalisé plusieurs fresques pour la ville de Douala. En matière d’art public, il est l’auteur de l’une des quatre œuvres d’extérieur de la série Art’venture, offerte par doual’art à la ville de Douala, en 1992. Au cours de cet atelier de création graphique assistée par ordinateur, il rencontre le « doyen » des plasticiens camerounais Koko Komégné, avec lequel il se lie d'amitié et fonde le collectif Kheops Club en 1994.
Il a exposé à Dak'Art 98, 2000, 2007 à l'initiative des Galeries Mam de Douala et Atiss de Dakar.
Joël Mpah Dooh a exposé en 2008 à la Biennale de Johannesburg (Afrique du Sud). Ses œuvres font l'objet d'une exposition permanente en Afrique du Sud.
Joel Mpah Dooh a également été l’un des artistes invités aux Scénographies Urbaines de Douala, en 2002. Il a participé à plusieurs expositions collectives et individuelles, qui l’ont conduit au Nigéria, en Afrique du Sud, au Sénégal, aux États-Unis, à Cuba, au Liban et en France. Il a été convié en 2007 par la Fondation Blachère à Apt (France) pour inaugurer le cycle des résidences « Art et entreprise ».

## Style artistique

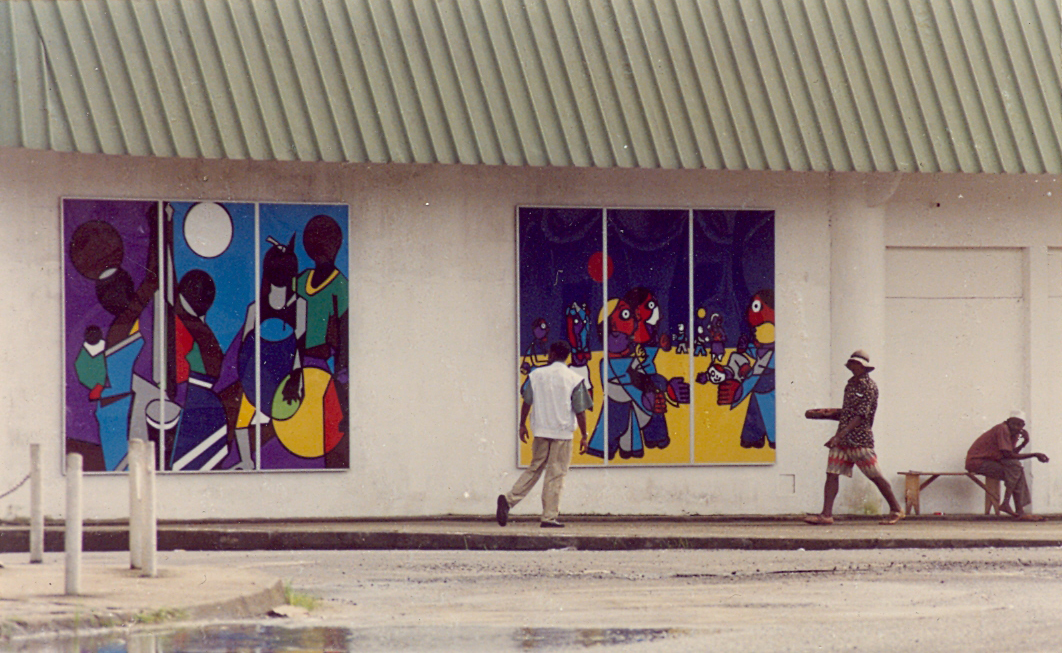
Les triptyques Artventure de Étienne Delacroix et Joël Mpah Dooh réalisés en 1992. Ces panneaux triptyques de plexiglas sont les premières œuvres d’art public offertes par l’association doual’art à la ville en 1993 produits avec les soutiens du Centre culturel français de Douala et de Graphics System. Ils sont le résultat d’un atelier de création plastique assistée par ordinateur.

En perpétuelle introspection, il exprime ses émotions tant dans la sculpture, que la gravure et la peinture. Il s’exerce tant sur toile, que sur toile et plexiglas. Constamment en quête d’innovation, Joël expérimente divers matériaux comme la terre, l’argile, le bois. Il mêle mystérieux et familier, explore la fragilité de la condition humaine dans la cité, pour mieux suggérer la résilience qui permet de se réinventer.

## Expositions individuelles, collectives et foires
2019
- Dubaï art fair, art fair, Galerie Mam, Dubai (U.E.A)
- Ganaa Gallery, group show, Ganaa Gallery, Seoul (South Korea)
- Investec Cape Town, art fair, Momo Gallery, Capetown (South Africa)

2016
- Trois, solo exhibition, Galerie Mam, Douala (Cameroon)
- Since we last met, solo exhibition, Momo Gallery, Johannesburg (South Africa)
- Time to meet, solo exhibition, Omenka Gallery, Lagos (Nigeria)

2014
- Crossing (an african arabian dialogue) , with Raouf Rifai, Mojo Gallery, Dubai (U.E.A)

2012
- Let's take a walk , solo exhibition, Momo Gallery, Johannesburg (South Africa)
- Joburg Art Fair , art fair, Momo Gallery, Johannesburg (South Africa)

2009
- Open studio, solo exhibition, Galerie Mam, Douala (Cameroon)
- Open studio, solo exhibition, Fondation Donwahi, Abidjan (Ivory coast)
- Wonderful experience, solo exhibition, Artist proof studio, Johannesburg (South Africa)

2008
- After taste, solo exhibition, Afronova Gallery, Johannesburg (South Africa)
- Joburg scene, thee-man show, Bag Factory, Johannesburg
- As you like it, group show, Johannesburg Art Fair, Sandton Convention Center, Johannesburg

2007
- Eclipse, solo exhibition, Maisons Follies, Maubeuge (Francia)
- Eclipse, solo exhibition, Fondation Jean Paul Blachère, Apt (Francia)
- Ba Mama, two man show with Goddy Leye, Bonendale, Douala
- Pistes africaines, solo exhibition, Les Chantiers de la Lune, La Seyne sur Mer (Francia)

2006
- Just to say hello..., solo exhibition, Afronova Gallery, Johannesburg
- Rendez-vous, solo exhibition, Mam Gallery, Douala
- Reves croisees, group show, Ateliers des Tanneurs, Brussels (Belgio)

2005
- Sans Titre, solo exhibition, Théâtre de la ville en bois, La Rochelle (Francia)
- Les galeries plastiques itinérantes, Ouagadougou, Bamako, Lome, Niamey, Accra, Dakar
- Group show, Intemporel Gallery, Parigi
- National Black Fine Art Show, solo exhibition, Noël Gallery, New York

2004
- Sans Titre, solo exhibition, Noël Gallery, Charlotte (États-Unis)
- Moi est un autre, solo exhibition, Mam Gallery, Douala
- Group show, McColl Center for visual arts, Charlotte
- Group show, Dakar Biennale, Atiss Gallery, Dakar
- Animismes, group show, Da Vinci Gallery, Nice

2003
- Sans Titre, solo exhibition, Maison Française de Nairobi
- Recto-Verso, solo exhibition, Mam Gallery, Douala
- Scénographie Urbaine, group show, Mam Gallery, Douala

2002
- Djé Mo-Yé, solo exhibition, Mam Gallery, Douala, Group show, Dakar Biennale, Atiss Gallery, Dakar

2001
- Voyage a travers le rêve et la mémoire, solo exhibition, National Museum, Yaoundé
- Lines of Connection, group show, Mam Gallery, Douala

2000
- Group show, 7th Havana Biennale, Havana
- L'Afrique a Jour, Ten years of Dakar Biennale, group show, Lille (Francia)

1999
- Sans Titre, solo exhibition, Mam Gallery, Douala

1998
- Couleurs du Cameroun, solo exhibition, Le Nautilus, Nantes
- Nanga Def, solo exhibition, Musée d'Art Africain de l'IFAN, Dakar

1997
- Les couleurs de la différence, two-man show, Mam Gallery, Douala